# System Reveala
System Reveala – nowoczesny system klasyfikacji roślin okrytonasiennych. Został opracowany przez amerykańskiego botanika Jamesa L. Reveala (ur. 1941), profesora Uniwersytetu w Maryland (USA). Po 1992 roku, kiedy to swój system opublikował Robert F. Thorne, Reveal zajął się jego korektą nomenklatoryczną. W tym też czasie zaproponował kilka nowych rozwiązań klasyfikacyjnych, początkowo na poziomie rzędów i podklas. W 1994 r. zaproponował wyróżnienie wśród okrytonasiennych 5 klas, co zaowocowało całkowicie oryginalnym ujęciem systematycznym tej grupy roślin. System ten Reveal publikował na swoich stronach internetowych i aktualizował do roku 1999. W następnych latach autor systemu wszedł w skład Angiosperm Phylogeny Group i brał udział w tworzeniu systemu APG II.
System Reveala z lat 1994–1999 dzielił rośliny okrytonasienne na 5 klas: wyróżniał jednoliścienne jako osobną klasę Liliopsida, a dwuliścienne dzieli na 4 niezależne klasy. System liczy 18 podklas, 273 rzędy i 551 rodzin. Klasyfikacja ta jest dostępna online w postaci materiałów dla studentów Uniwersytetu Maryland. Sam autor traktuje ją jako jedną z koncepcji systematycznych, zastąpionych skutecznie po 1999 roku przez system APG.
System Reveala z podziałem okrytonasiennych na 5 klas zastosowany został w bazie danych „The Compleat Botanica” Crescent Bloom, a w oparciu o tę bazę także w opisach systematycznych taksonów roślin polskiej Wikipedii.
W 2007 r. Reveal wspólnie z Robertem F. Thorne opublikował nową wersję systemu okrytozalążkowych (system Thorne’a i Reveala). Publikacja ta uwzględnia odkrycia dokonane w systematyce roślin po 1999 r. Okrytonasienne opisane są jako jedna klasa Magnoliopsida podzielona na 12 podklas, 35 nadrzędów, 87 rzędów, 472 rodziny i 400 podrodzin. System zawiera uzasadnienie dla taksonomicznych ujęć poszczególnych taksonów oraz informacje o liczbie rodzajów i gatunków w poszczególnych taksonach. Publikacja zawiera wiele nowych rozwiązań nomenklatorycznych uwzględniających skutki zmian w Kodeksie Nomenklatury Botanicznej z 2005 r. (dla wielu taksonów zmieniony został autor i rok publikacji, zweryfikowane zostały listy synonimów). W 2007 r. Reveal opublikował na swoich stronach internetowych też system wszystkich współczesnych roślin naczyniowych, w przypadku okrytonasiennych oparty na publikacji wspólnej z Thorne’em.

## Klasyfikacja z lat 1994–1999
- Gromada: Magnoliophyta (= okrytonasienne)
  - Klasa: Magnoliopsida
    - Podklasa: Magnoliidae

  - Klasa: Piperopsida
    - Podklasa: Piperidae
    - Podklasa: Nymphaeidae
    - Podklasa: Nelumbonidae

  - Klasa: Liliopsida (= jednoliścienne)
    - Podklasa: Triurididae
    - Podklasa: Aridae
    - Podklasa: Liliidae
    - Podklasa: Arecidae
    - Podklasa: Commelinidae
    - Podklasa: Zingiberidae

  - Klasa: Ranunculopsida
    - Podklasa: Ranunculidae

  - Klasa: Rosopsida
    - Podklasa: Caryophyllidae
    - Podklasa: Hamamelididae
    - Podklasa: Dilleniidae
    - Podklasa: Rosidae
    - Podklasa: Cornidae
    - Podklasa: Lamiidae
    - Podklasa: Asteridae

## Podział szczegółowy

### Klasa: Magnoliopsida
- Podklasa: 1. Magnoliidae
  - Nadrząd: 1. Magnolianae
    - Rząd: 1. Winterales
      - Rodzina: 1. Winteraceae

    - Rząd: 2. Canellales
      - Rodzina: 1. Canellaceae

    - Rząd: 3. Illiciales
      - Rodzina: 1. Illiciaceae
      - Rodzina: 2. Schisandraceae

    - Rząd: 4. Magnoliales
      - Rodzina: 1. Degeneriaceae
      - Rodzina: 2. Himantandraceae
      - Rodzina: 3. Magnoliaceae

    - Rząd: 5. Eupomatiales
      - Rodzina: 1. Eupomatiaceae

    - Rząd: 6. Annonales
      - Rodzina: 1. Annonaceae

    - Rząd: 7. Myristicales
      - Rodzina: 1. Myristicaceae

    - Rząd: 8. Austrobaileyales
      - Rodzina: 1. Austrobaileyaceae

  - Nadrząd: 2. Lauranae
    - Rząd: 1. Laurales
      - Rodzina: 1. Amborellaceae
      - Rodzina: 2. Trimeniaceae
      - Rodzina: 3. Monimiaceae
      - Rodzina: 4. Gomortegaceae
      - Rodzina: 5. Hernandiaceae
      - Rodzina: 6. Lauraceae

    - Rząd: 2. Calycanthales
      - Rodzina: 1. Calycanthaceae
      - Rodzina: 2. Idiospermaceae

    - Rząd: 3. Chloranthales
      - Rodzina: 1. Chloranthaceae

### Klasa: Piperopsida
- Podklasa: 1. Piperidae
  - Nadrząd: 1. Piperanae
    - Rząd: 1. Piperales
      - Rodzina: 1. Saururaceae
      - Rodzina: 2. Piperaceae

  - Nadrząd: 2. Lactoridanae
    - Rząd: 1. Lactoridales
      - Rodzina: 1. Lactoridaceae

    - Rząd: 2. Aristolochiales
      - Rodzina: 1. Aristolochiaceae

  - Nadrząd: 3. Rafflesianae
    - Rząd: 1. Hydnorales
      - Rodzina: 1. Hydnoraceae

    - Rząd: 2. Rafflesiales
      - Rodzina: 1. Apodanthaceae
      - Rodzina: 2. Mitrastemonaceae
      - Rodzina: 3. Rafflesiaceae
      - Rodzina: 4. Cytinaceae

  - Nadrząd: 4. Balanophoranae
    - Rząd: 1. Cynomoriales
      - Rodzina: 1. Cynomoriaceae

    - Rząd: 2. Balanophorales
      - Rodzina: 1. Mystropetalaceae
      - Rodzina: 2. Dactylanthaceae
      - Rodzina: 3. Lophophytaceae
      - Rodzina: 4. Sarcophytaceae
      - Rodzina: 5. Scybaliaceae
      - Rodzina: 6. Heloseaceae
      - Rodzina: 7. Langsdorffiaceae
      - Rodzina: 8. Balanophoraceae
- Podklasa: 2. Nymphaeidae
  - Nadrząd: 1. Nymphaeanae
    - Rząd: 1. Nymphaeales
      - Rodzina: 1. Nymphaeaceae
      - Rodzina: 2. Barclayaceae
- Podklasa: 3. Nelumbonidae
  - Nadrząd: 1. Nelumbonanae
    - Rząd: 1. Nelumbonales
      - Rodzina: 1. Nelumbonaceae

    - Rząd: 2. Hydropeltidales
      - Rodzina: 1. Hydropeltidaceae
      - Rodzina: 2. Cabombaceae

  - Nadrząd: 2. Ceratophyllanae
    - Rząd: 1. Ceratophyllales
      - Rodzina: 1. Ceratophyllaceae

### Klasa: Liliopsida
- Podklasa: 1. Alismatidae
  - Nadrząd: 1. Butomanae
    - Rząd: 1. Butomales
      - Rodzina: 1. Butomaceae

  - Nadrząd: 2. Alismatanae
    - Rząd: 1. Alismatales
      - Rodzina: 1. Limnocharitaceae
      - Rodzina: 2. Alismataceae

    - Rząd: 2. Hydrocharitales
      - Rodzina: 1. Hydrocharitaceae

    - Rząd: 3. Aponogetonales
      - Rodzina: 1. Aponogetonaceae

    - Rząd: 4. Najadales
      - Rodzina: 1. Najadaceae

    - Rząd: 5. Juncaginales
      - Rodzina: 1. Scheuchzeriaceae
      - Rodzina: 2. Juncaginaceae

    - Rząd: 6. Potamogetonales
      - Rodzina: 1. Potamogetonaceae
      - Rodzina: 2. Ruppiaceae
      - Rodzina: 3. Zannichelliaceae
      - Rodzina: 4. Zosteraceae
      - Rodzina: 5. Posidoniaceae
      - Rodzina: 6. Cymodoceaceae
- Podklasa: 2. Triurididae
  - Nadrząd: 1. Triuridanae
    - Rząd: 1. Triuridales
      - Rodzina: 1. Triuridaceae
- Podklasa: 3. Aridae
  - Nadrząd: 1. Acoranae
    - Rząd: 1. Acorales
      - Rodzina: 1. Acoraceae

  - Nadrząd: 2. Aranae
    - Rząd: 1. Arales
      - Rodzina: 1. Araceae

  - Nadrząd: 3. Cyclanthanae
    - Rząd: 1. Cyclanthales
      - Rodzina: 1. Cyclanthaceae

  - Nadrząd: 4. Pandananae
    - Rząd: 1. Pandanales
      - Rodzina: 1. Pandanaceae
- Podklasa: 4. Liliidae
  - Nadrząd: 1. Lilianae
    - Rząd: 1. Tofieldiales
      - Rodzina: 1. Tofieldiaceae

    - Rząd: 2. Dioscoreales
      - Rodzina: 1. Trichopodaceae
      - Rodzina: 2. Stenomeridaceae
      - Rodzina: 3. Avetraceae
      - Rodzina: 4. Dioscoreaceae
      - Rodzina: 5. Stemonaceae
      - Rodzina: 6. Croomiaceae
      - Rodzina: 7. Pentastemonaceae
      - Rodzina: 8. Taccaceae

    - Rząd: 3. Smilacales
      - Rodzina: 1. Rhipogonaceae
      - Rodzina: 2. Smilacaceae
      - Rodzina: 3. Petermanniaceae

    - Rząd: 4. Nartheciales
      - Rodzina: 1. Nartheciaceae

    - Rząd: 5. Petrosaviales
      - Rodzina: 1. Petrosaviaceae

    - Rząd: 6. Melanthiales
      - Rodzina: 1. Chionographidaceae
      - Rodzina: 2. Heloniadaceae
      - Rodzina: 3. Xerophyllaceae
      - Rodzina: 4. Melanthiaceae
      - Rodzina: 5. Japonoliriaceae
      - Rodzina: 6. Campynemataceae

    - Rząd: 7. Trilliales
      - Rodzina: 1. Trilliaceae

    - Rząd: 8. Alstroemeriales
      - Rodzina: 1. Alstroemeriaceae

    - Rząd: 9. Colchicales
      - Rodzina: 1. Burchardiaceae
      - Rodzina: 2. Colchicaceae
      - Rodzina: 3. Tricyrtidaceae
      - Rodzina: 4. Uvulariaceae
      - Rodzina: 5. Scoliopaceae
      - Rodzina: 6. Calochortaceae

    - Rząd: 10. Liliales
      - Rodzina: 1. Liliaceae
      - Rodzina: 2. Medeolaceae

    - Rząd: 11. Hypoxidales
      - Rodzina: 1. Hypoxidaceae

    - Rząd: 12. Orchidales
      - Rodzina: 1. Orchidaceae

    - Rząd: 13. Tecophilaeales
      - Rodzina: 1. Lanariaceae
      - Rodzina: 2. Ixioliriaceae
      - Rodzina: 3. Walleriaceae
      - Rodzina: 4. Tecophilaeaceae
      - Rodzina: 5. Cyanastraceae
      - Rodzina: 6. Eriospermaceae

    - Rząd: 14. Iridales
      - Rodzina: 1. Iridaceae

    - Rząd: 15. Burmanniales
      - Rodzina: 1. Burmanniaceae
      - Rodzina: 2. Corsiaceae

    - Rząd: 16. Amaryllidales
      - Rodzina: 1. Hyacinthaceae
      - Rodzina: 2. Themidaceae
      - Rodzina: 3. Alliaceae
      - Rodzina: 4. Hesperocallidaceae
      - Rodzina: 5. Amaryllidaceae

    - Rząd: 17. Asparagales
      - Rodzina: 2. Convallariaceae
      - Rodzina: 3. Ophiopogonaceae
      - Rodzina: 4. Asparagaceae

    - Rząd: 18. Asteliales
      - Rodzina: 1. Dracaenaceae
      - Rodzina: 2. Ruscaceae
      - Rodzina: 3. Nolinaceae
      - Rodzina: 4. Asteliaceae
      - Rodzina: 6. Geitonoplesiaceae
      - Rodzina: 7. Luzuriagaceae
      - Rodzina: 8. Philesiaceae

    - Rząd: 19. Hanguanales
      - Rodzina: 1. Hanguanaceae

    - Rząd: 20. Agavales
      - Rodzina: 1. Dasypogonaceae
      - Rodzina: 2. Calectasiaceae
      - Rodzina: 3. Hemerocallidaceae
      - Rodzina: 4. Blandfordiaceae
      - Rodzina: 5. Xanthorrhoeaceae
      - Rodzina: 6. Agavaceae
      - Rodzina: 7. Anthericaceae
      - Rodzina: 8. Laxmanniaceae
      - Rodzina: 9. Herreriaceae
      - Rodzina: 10. Phormiaceae
      - Rodzina: 11. Johnsoniaceae
      - Rodzina: 12. Doryanthaceae
      - Rodzina: 13. Asphodelaceae
      - Rodzina: 14. Aloaceae
      - Rodzina: 15. Aphyllanthaceae
      - Rodzina: 16. Hostaceae
- Podklasa: 5. Arecidae
  - Nadrząd: 1. Arecanae
    - Rząd: 1. Arecales
      - Rodzina: 1. Arecaceae
- Podklasa: 6. Commelinidae
  - Nadrząd: 1. Bromelianae
    - Rząd: 1. Bromeliales
      - Rodzina: 1. Bromeliaceae

    - Rząd: 2. Velloziales
      - Rodzina: 1. Velloziaceae

  - Nadrząd: 2. Pontederianae
    - Rząd: 1. Haemodorales
      - Rodzina: 1. Haemodoraceae

    - Rząd: 2. Philydrales
      - Rodzina: 1. Philydraceae

    - Rząd: 3. Pontederiales
      - Rodzina: 1. Pontederiaceae

  - Nadrząd: 3. Commelinanae
    - Rząd: 1. Xyridales
      - Rodzina: 1. Rapateaceae
      - Rodzina: 2. Xyridaceae
      - Rodzina: 3. Mayacaceae

    - Rząd: 2. Commelinales
      - Rodzina: 1. Commelinaceae

    - Rząd: 3. Eriocaulales
      - Rodzina: 1. Eriocaulaceae

  - Nadrząd: 4. Hydatellanae
    - Rząd: 1. Hydatellales
      - Rodzina: 1. Hydatellaceae

  - Nadrząd: 5. Typhanae
    - Rząd: 1. Typhales
      - Rodzina: 1. Typhaceae
      - Rodzina: 2. Sparganiaceae

  - Nadrząd: 6. Juncanae
    - Rząd: 1. Juncales
      - Rodzina: 1. Juncaceae
      - Rodzina: 2. Thurniaceae

    - Rząd: 2. Cyperales
      - Rodzina: 1. Cyperaceae

    - Rząd: 3. Flagellariales
    - Rząd: 4. Restionales
      - Rodzina: 1. Flagellariaceae
      - Rodzina: 2. Joinvilleaceae
      - Rodzina: 3. Restionaceae
      - Rodzina: 4. Anarthriaceae
      - Rodzina: 5. Ecdeiocoleaceae
      - Rodzina: 6. Centrolepidaceae

    - Rząd: 5. Poales
      - Rodzina: 1. Poaceae
- Podklasa: 7. Zingiberidae
  - Nadrząd: 1. Zingiberanae
    - Rząd: 1. Zingiberales
      - Rodzina: 1. Strelitziaceae
      - Rodzina: 2. Heliconiaceae
      - Rodzina: 3. Musaceae
      - Rodzina: 4. Lowiaceae
      - Rodzina: 5. Zingiberaceae
      - Rodzina: 6. Costaceae
      - Rodzina: 7. Cannaceae
      - Rodzina: 8. Marantaceae

### Klasa: Ranunculopsida
- Podklasa: 1. Ranunculidae
  - Nadrząd: 1. Ranunculanae
    - Rząd: 1. Lardizabalales
      - Rodzina: 1. Lardizabalaceae
      - Rodzina: 2. Sargentodoxaceae
      - Rodzina: 3. Decaisneaceae

    - Rząd: 2. Menispermales
      - Rodzina: 1. Menispermaceae

    - Rząd: 3. Berberidales
      - Rodzina: 1. Nandinaceae
      - Rodzina: 2. Berberidaceae
      - Rodzina: 3. Ranzaniaceae
      - Rodzina: 4. Podophyllaceae
      - Rodzina: 5. Leonticaceae

    - Rząd: 4. Ranunculales
      - Rodzina: 1. Hydrastidaceae
      - Rodzina: 2. Ranunculaceae

    - Rząd: 5. Circaeasterales
      - Rodzina: 1. Kingdoniaceae
      - Rodzina: 2. Circaeasteraceae

    - Rząd: 6. Glaucidiales
      - Rodzina: 1. Glaucidiaceae

    - Rząd: 7. Paeoniales
      - Rodzina: 1. Paeoniaceae

    - Rząd: 8. Papaverales
      - Rodzina: 1. Pteridophyllaceae
      - Rodzina: 2. Papaveraceae

### Klasa: Rosopsida
- Podklasa: 1. Caryophyllidae
  - Nadrząd: 1. Caryophyllanae
    - Rząd: 1. Caryophyllales
      - Rodzina: 1. Achatocarpaceae
      - Rodzina: 2. Portulacaceae
      - Rodzina: 3. Hectorellaceae
      - Rodzina: 4. Basellaceae
      - Rodzina: 5. Didiereaceae
      - Rodzina: 6. Cactaceae
      - Rodzina: 7. Stegnospermataceae
      - Rodzina: 8. Phytolaccaceae
      - Rodzina: 9. Petiveriaceae
      - Rodzina: 10. Gisekiaceae
      - Rodzina: 11. Agdestidaceae
      - Rodzina: 12. Barbeuiaceae
      - Rodzina: 13. Nyctaginaceae
      - Rodzina: 14. Sarcobataceae
      - Rodzina: 15. Aizoaceae
      - Rodzina: 16. Sesuviaceae
      - Rodzina: 17. Tetragoniaceae
      - Rodzina: 18. Halophytaceae
      - Rodzina: 19. Molluginaceae
      - Rodzina: 20. Chenopodiaceae
      - Rodzina: 21. Amaranthaceae
      - Rodzina: 22. Caryophyllaceae

  - Nadrząd: 2. Polygonanae
    - Rząd: 1. Polygonales
      - Rodzina: 1. Polygonaceae

  - Nadrząd: 3. Plumbaginanae
    - Rząd: 1. Plumbaginales
      - Rodzina: 1. Plumbaginaceae
- Podklasa: 2. Hamamelididae
  - Nadrząd: 1. Trochodendranae
    - Rząd: 1. Trochodendrales
      - Rodzina: 1. Trochodendraceae
      - Rodzina: 2. Tetracentraceae

    - Rząd: 2. Eupteleales
      - Rodzina: 1. Eupteleaceae

    - Rząd: 3. Cercidiphyllales
      - Rodzina: 1. Cercidiphyllaceae

  - Nadrząd: 2. Myrothamnanae
    - Rząd: 1. Myrothamnales
      - Rodzina: 1. Myrothamnaceae

  - Nadrząd: 3. Hamamelidanae
    - Rząd: 1. Hamamelidales
      - Rodzina: 1. Hamamelidaceae
      - Rodzina: 2. Altingiaceae
      - Rodzina: 3. Platanaceae

  - Nadrząd: 4. Casuarinanae
    - Rząd: 1. Casuarinales
      - Rodzina: 1. Casuarinaceae

  - Nadrząd: 5. Daphniphyllanae
    - Rząd: 1. Barbeyales
      - Rodzina: 1. Barbeyaceae 

    - Rząd: 2. Daphniphyllales
      - Rodzina: 1. Daphniphyllaceae

    - Rząd: 3. Balanopales
      - Rodzina: 1. Balanopaceae

    - Rząd: 4. Didymelales
      - Rodzina: 1. Didymelaceae

    - Rząd: 5. Buxales
      - Rodzina: 1. Buxaceae

    - Rząd: 6. Simmondsiales
      - Rodzina: 1. Simmondsiaceae

  - Nadrząd: 6. Juglandanae
    - Rząd: 1. Fagales
      - Rodzina: 1. Nothofagaceae
      - Rodzina: 2. Fagaceae

    - Rząd: 2. Corylales
      - Rodzina: 1. Betulaceae
      - Rodzina: 2. Corylaceae
      - Rodzina: 2. Stylocerataceae
      - Rodzina: 3. Ticodendraceae

    - Rząd: 3. Myricales
      - Rodzina: 1. Myricaceae

    - Rząd: 4. Rhoipteleales
      - Rodzina: 1. Rhoipteleaceae

    - Rząd: 5. Juglandales
      - Rodzina: 1. Juglandaceae
- Podklasa: 3. Dilleniidae
  - Nadrząd: 1. Dillenianae
    - Rząd: 1. Dilleniales
      - Rodzina: 1. Dilleniaceae

  - Nadrząd: 2. Theanae
    - Rząd: 1. Paracryphiales
      - Rodzina: 1. Paracryphiaceae

    - Rząd: 2. Theales
      - Rodzina: 1. Stachyuraceae
      - Rodzina: 2. Theaceae
      - Rodzina: 3. Asteropeiaceae
      - Rodzina: 4. Pentaphylacaceae
      - Rodzina: 5. Tetrameristaceae
      - Rodzina: 6. Oncothecaceae
      - Rodzina: 7. Marcgraviaceae
      - Rodzina: 8. Caryocaraceae
      - Rodzina: 9. Pellicieraceae
      - Rodzina: 10. Clusiaceae

    - Rząd: 3. Physenales
      - Rodzina: 1. Physenaceae

    - Rząd: 4. Ochnales
      - Rodzina: 1. Medusagynaceae
      - Rodzina: 2. Strasburgeriaceae
      - Rodzina: 3. Scytopetalaceae
      - Rodzina: 4. Ochnaceae
      - Rodzina: 5. Quiinaceae

    - Rząd: 5. Elatinales
      - Rodzina: 1. Elatinaceae

    - Rząd: 6. Ancistrocladales
      - Rodzina: 1. Ancistrocladaceae

    - Rząd: 7. Dioncophyllales
      - Rodzina: 1. Dioncophyllaceae

  - Nadrząd: 3. Lecythidanae
    - Rząd: 1. Lecythidales
      - Rodzina: 1. Lecythidaceae
      - Rodzina: 2. Asteranthaceae
      - Rodzina: 3. Napoleonaeaceae
      - Rodzina: 4. Foetidiaceae

  - Nadrząd: 4. Sarracenianae
    - Rząd: 1. Sarraceniales
      - Rodzina: 1. Sarraceniaceae

  - Nadrząd: 5. Nepenthanae
    - Rząd: 1. Nepenthales
      - Rodzina: 1. Nepenthaceae

    - Rząd: 2. Droserales
      - Rodzina: 1. Droseraceae

  - Nadrząd: 6. Ericanae
    - Rząd: 1. Actinidiales
      - Rodzina: 1. Actinidiaceae

    - Rząd: 2. Ericales
      - Rodzina: 1. Cyrillaceae
      - Rodzina: 2. Clethraceae
      - Rodzina: 3. Ericaceae

    - Rząd: 3. Diapensiales
      - Rodzina: 1. Diapensiaceae

    - Rząd: 4. Bruniales
      - Rodzina: 1. Bruniaceae
      - Rodzina: 2. Grubbiaceae

    - Rząd: 5. Geissolomatales
      - Rodzina: 1. Geissolomataceae

    - Rząd: 6. Fouquieriales
      - Rodzina: 1. Fouquieriaceae

  - Nadrząd: 7. Primulanae
    - Rząd: 1. Styracales
      - Rodzina: 1. Styracaceae
      - Rodzina: 2. Symplocaceae
      - Rodzina: 3. Ebenaceae
      - Rodzina: 4. Lissocarpaceae
      - Rodzina: 5. Sapotaceae

    - Rząd: 2. Primulales
      - Rodzina: 1. Theophrastaceae
      - Rodzina: 2. Myrsinaceae
      - Rodzina: 3. Primulaceae

  - Nadrząd: 8. Violanae
    - Rząd: 1. Violales
      - Rodzina: 1. Berberidopsidaceae
      - Rodzina: 2. Aphloiaceae
      - Rodzina: 3. Bembiciaceae
      - Rodzina: 4. Flacourtiaceae
      - Rodzina: 5. Lacistemataceae
      - Rodzina: 6. Peridiscaceae
      - Rodzina: 7. Violaceae
      - Rodzina: 8. Dipentodontaceae
      - Rodzina: 9. Scyphostegiaceae

    - Rząd: 2. Passiflorales
      - Rodzina: 1. Passifloraceae
      - Rodzina: 2. Turneriaceae
      - Rodzina: 3. Malesherbiaceae
      - Rodzina: 4. Achariaceae

    - Rząd: 3. Caricales
      - Rodzina: 1. Caricaceae

    - Rząd: 4. Salicales
      - Rodzina: 1. Salicaceae

    - Rząd: 5. Elaeocarpales
      - Rodzina: 1. Elaeocarpaceae

    - Rząd: 6. Tamaricales
      - Rodzina: 1. Tamaricaceae
      - Rodzina: 2. Frankeniaceae

  - Nadrząd: 9. Capparanae
    - Rząd: 1. Moringales
      - Rodzina: 1. Moringaceae

    - Rząd: 2. Gyrostemonales
      - Rodzina: 1. Gyrostemonaceae

    - Rząd: 3. Batales
      - Rodzina: 1. Bataceae

    - Rząd: 4. Capparales
      - Rodzina: 1. Koeberliniaceae
      - Rodzina: 2. Pentadiplandraceae
      - Rodzina: 3. Capparaceae
      - Rodzina: 4. Brassicaceae
      - Rodzina: 5. Tovariaceae
      - Rodzina: 6. Resedaceae

  - Nadrząd: 10. Malvanae
    - Rząd: 1. Cistales
      - Rodzina: 1. Bixaceae 
      - Rodzina: 2. Cochlospermaceae
      - Rodzina: 3. Cistaceae 
      - Rodzina: 4. Diegodendraceae

    - Rząd: 2. Malvales
      - Rodzina: 1. Tiliaceae
      - Rodzina: 2. Dirachmaceae
      - Rodzina: 3. Monotaceae
      - Rodzina: 4. Dipterocarpaceae
      - Rodzina: 5. Sarcolaenaceae
      - Rodzina: 6. Plagiopteraceae
      - Rodzina: 7. Huaceae
      - Rodzina: 8. Sterculiaceae
      - Rodzina: 9. Sphaerosepalaceae
      - Rodzina: 10. Bombacaceae
      - Rodzina: 11. Malvaceae

    - Rząd: 3. Thymelaeales
      - Rodzina: 1. Gonystylaceae
      - Rodzina: 2. Thymelaeaceae

  - Nadrząd: 11. Cucurbitanae
    - Rząd: 1. Begoniales
      - Rodzina: 1. Datiscaceae
      - Rodzina: 2. Begoniaceae

    - Rząd: 2. Cucurbitales
      - Rodzina: 1. Cucurbitaceae

  - Nadrząd: 12. Urticanae
    - Rząd: 1. Urticales
      - Rodzina: 1. Ulmaceae
      - Rodzina: 2. Celtidaceae
      - Rodzina: 3. Moraceae
      - Rodzina: 4. Cecropiaceae
      - Rodzina: 5. Urticaceae
      - Rodzina: 6. Cannabaceae

  - Nadrząd: 13. Euphorbianae
    - Rząd: 1. Euphorbiales
      - Rodzina: 1. Euphorbiaceae
      - Rodzina: 2. Pandaceae
      - Rodzina: 3. Dichapetalaceae
- Podklasa: 4. Rosidae
  - Nadrząd: 1. Saxifraganae
    - Rząd: 1. Cunoniales
      - Rodzina: 1. Cunoniaceae
      - Rodzina: 2. Davidsoniaceae
      - Rodzina: 3. Eucryphiaceae
      - Rodzina: 4. Brunelliaceae

    - Rząd: 2. Cephalotales
      - Rodzina: 1. Cephalotaceae

    - Rząd: 3. Greyiales
      - Rodzina: 1. Greyiaceae

    - Rząd: 4. Francoales
      - Rodzina: 1. Francoaceae

    - Rząd: 5. Crossosomatales
      - Rodzina: 1. Crossosomataceae

    - Rząd: 6. Saxifragales
      - Rodzina: 1. Tetracarpaeaceae
      - Rodzina: 2. Penthoraceae
      - Rodzina: 3. Crassulaceae
      - Rodzina: 4. Grossulariaceae
      - Rodzina: 5. Pterostemonaceae
      - Rodzina: 6. Iteaceae
      - Rodzina: 7. Saxifragaceae

  - Nadrząd: 2. Podostemanae
    - Rząd: 1. Gunnerales
      - Rodzina: 1. Gunneraceae

    - Rząd: 2. Haloragales
      - Rodzina: 1. Haloragaceae

    - Rząd: 3. Podostemales
      - Rodzina: 1. Podostemaceae

  - Nadrząd: 3. Celastranae
    - Rząd: 1. Brexiales
      - Rodzina: 1. Brexiaceae

    - Rząd: 2. Parnassiales
      - Rodzina: 1. Parnassiaceae
      - Rodzina: 2. Lepuropetalaceae

    - Rząd: 3. Celastrales
      - Rodzina: 1. Celastraceae
      - Rodzina: 2. Goupiaceae
      - Rodzina: 3. Lophopyxidaceae
      - Rodzina: 4. Stackhousiaceae

    - Rząd: 4. Salvadorales
      - Rodzina: 1. Salvadoraceae

    - Rząd: 5. Aquifoliales
      - Rodzina: 1. Aquifoliaceae
      - Rodzina: 2. Phellinaceae
      - Rodzina: 3. Sphenostemonaceae
      - Rodzina: 4. Icacinaceae
      - Rodzina: 5. Cardiopteridaceae
      - Rodzina: 6. Aextoxicaceae

    - Rząd: 6. Corynocarpales
      - Rodzina: 1. Corynocarpaceae

  - Nadrząd: 4. Santalanae
    - Rząd: 1. Medusandrales
      - Rodzina: 1. Medusandraceae

    - Rząd: 2. Santalales
      - Rodzina: 1. Olacaceae
      - Rodzina: 2. Opiliaceae
      - Rodzina: 3. Santalaceae
      - Rodzina: 4. Misodendraceae
      - Rodzina: 5. Loranthaceae
      - Rodzina: 6. Eremolepidaceae
      - Rodzina: 7. Viscaceae

  - Nadrząd: 5. Rosanae
    - Rząd: 1. Rosales
      - Rodzina: 1. Rosaceae
      - Rodzina: 2. Neuradaceae
      - Rodzina: 3. Chrysobalanaceae

  - Nadrząd: 6. Geranianae
    - Rząd: 1. Geraniales
      - Rodzina: 1. Oxalidaceae
      - Rodzina: 2. Geraniaceae

    - Rząd: 2. Linales
      - Rodzina: 1. Hugoniaceae
      - Rodzina: 2. Linaceae
      - Rodzina: 3. Ctenolophonaceae
      - Rodzina: 4. Ixonanthaceae
      - Rodzina: 5. Humiriaceae
      - Rodzina: 6. Erythroxylaceae
      - Rodzina: 7. Zygophyllaceae

    - Rząd: 3. Balsaminales
      - Rodzina: 1. Balsaminaceae

    - Rząd: 4. Vochysiales
      - Rodzina: 1. Malpighiaceae
      - Rodzina: 2. Trigoniaceae
      - Rodzina: 3. Vochysiaceae
      - Rodzina: 4. Tremandraceae
      - Rodzina: 5. Krameriaceae

    - Rząd: 5. Polygalales
      - Rodzina: 1. Polygalaceae
      - Rodzina: 2. Xanthophyllaceae
      - Rodzina: 3. Emblingiaceae

  - Nadrząd: 7. Fabanae
    - Rząd: 1. Fabales
      - Rodzina: 1. Mimosaceae
      - Rodzina: 2. Caesalpiniaceae
      - Rodzina: 3. Fabaceae

  - Nadrząd: 8. Rutanae
    - Rząd: 1. Sapindales
      - Rodzina: 1. Staphyleaceae
      - Rodzina: 2. Tapisciaceae
      - Rodzina: 3. Melianthaceae
      - Rodzina: 4. Sapindaceae
      - Rodzina: 5. Hippocastanaceae
      - Rodzina: 6. Aceraceae
      - Rodzina: 7. Bretschneideraceae
      - Rodzina: 8. Akaniaceae

    - Rząd: 2. Tropaeolales
      - Rodzina: 1. Tropaeolaceae

    - Rząd: 3. Limnanthales
      - Rodzina: 1. Limnanthaceae

    - Rząd: 4. Sabiales
      - Rodzina: 1. Sabiaceae

    - Rząd: 5. Connarales
      - Rodzina: 1. Connaraceae

    - Rząd: 6. Rutales
      - Rodzina: 1. Rutaceae
      - Rodzina: 2. Rhabdodendraceae
      - Rodzina: 3. Cneoraceae
      - Rodzina: 4. Simaroubaceae
      - Rodzina: 5. Picramniaceae
      - Rodzina: 6. Leitneriaceae
      - Rodzina: 7. Surianaceae
      - Rodzina: 8. Irvingiaceae
      - Rodzina: 9. Kirkiaceae
      - Rodzina: 10. Ptaeroxylaceae
      - Rodzina: 11. Tepuianthaceae
      - Rodzina: 12. Meliaceae
      - Rodzina: 13. Lepidobotryaceae

    - Rząd: 7. Coriariales
      - Rodzina: 1. Coriariaceae

    - Rząd: 8. Burserales
      - Rodzina: 1. Burseraceae
      - Rodzina: 2. Anacardiaceae
      - Rodzina: 3. Podoaceae

  - Nadrząd: 9. Rhamnanae
    - Rząd: 1. Rhamnales
      - Rodzina: 1. Rhamnaceae

    - Rząd: 2. Elaeagnales
      - Rodzina: 1. Elaeagnaceae

  - Nadrząd: 10. Proteanae
    - Rząd: 1. Proteales
      - Rodzina: 1. Proteaceae

  - Nadrząd: 11. Vitanae
    - Rząd: 1. Vitales
      - Rodzina: 1. Vitaceae
      - Rodzina: 2. Leeaceae

  - Nadrząd: 12. Rhizophoranae
    - Rząd: 1. Rhizophorales
      - Rodzina: 1. Anisophylleaceae
      - Rodzina: 2. Rhizophoraceae

  - Nadrząd: 13. Myrtanae
    - Rząd: 1. Myrtales
      - Rodzina: 1. Combretaceae
      - Rodzina: 2. Crypteroniaceae
      - Rodzina: 3. Melastomataceae
      - Rodzina: 4. Psiloxylaceae
      - Rodzina: 5. Heteropyxidaceae
      - Rodzina: 6. Myrtaceae
      - Rodzina: 7. Alzateaceae
      - Rodzina: 8. Rhynchocalycaceae
      - Rodzina: 9. Penaeaceae
      - Rodzina: 10. Oliniaceae
      - Rodzina: 11. Lythraceae
      - Rodzina: 12. Trapaceae
      - Rodzina: 13. Onagraceae
- Podklasa:. 5 Cornidae
  - Nadrząd: 1. Cornanae
    - Rząd: 1. Hydrangeales
      - Rodzina: 1. Escalloniaceae
      - Rodzina: 2. Hydrangeaceae
      - Rodzina: 3. Abrophyllaceae
      - Rodzina: 4. Argophyllaceae
      - Rodzina: 5. Corokiaceae
      - Rodzina: 6. Alseuosmiaceae
      - Rodzina: 7. Carpodetaceae
      - Rodzina: 8. Phyllonomaceae
      - Rodzina: 9. Pottingeriaceae
      - Rodzina: 10. Tribelaceae
      - Rodzina: 11. Melanophyllaceae
      - Rodzina: 12. Montiniaceae
      - Rodzina: 13. Kaliphoraceae
      - Rodzina: 14. Eremosynaceae
      - Rodzina: 15. Vahliaceae
      - Rodzina: 16. Columelliaceae

    - Rząd: 2. Roridulales
      - Rodzina: 1. Roridulaceae

    - Rząd: 3. Garryales
      - Rodzina: 1. Aucubaceae
      - Rodzina: 2. Garryaceae

    - Rząd: 4. Desfontainiales
      - Rodzina: 1. Desfontainiaceae

    - Rząd: 5. Aralidiales
      - Rodzina: 1. Aralidiaceae

    - Rząd: 6. Cornales
      - Rodzina: 1. Mastixiaceae
      - Rodzina: 2. Davidiaceae
      - Rodzina: 3. Nyssaceae
      - Rodzina: 4. Curtisiaceae
      - Rodzina: 5. Cornaceae
      - Rodzina: 6. Alangiaceae
      - Rodzina: 7. Griseliniaceae

  - Nadrząd: 2. Eucommianae
    - Rząd: 1. Eucommiales
      - Rodzina: 1. Eucommiaceae

  - Nadrząd: 3. Aralianae 
    - Rząd: 1. Torricelliales
      - Rodzina: 1. Helwingiaceae
      - Rodzina: 2. Torricelliaceae

    - Rząd: 2. Pittosporales
      - Rodzina: 1. Pittosporaceae

    - Rząd: 3. Byblidales
      - Rodzina: 1. Byblidaceae

    - Rząd: 4. Araliales
      - Rodzina: 1. Araliaceae
      - Rodzina: 2. Hydrocotylaceae
      - Rodzina: 3. Apiaceae

  - Nadrząd: 4. Dipsacanae
    - Rząd: 1. Dipsacales
      - Rodzina: 1. Viburnaceae
      - Rodzina: 2. Sambucaceae
      - Rodzina: 3. Adoxaceae
      - Rodzina: 4. Caprifoliaceae
      - Rodzina: 5. Valerianaceae
      - Rodzina: 6. Dipsacaceae
      - Rodzina: 7. Morinaceae
- Podklasa: 6. Lamiidae
  - Nadrząd: 1. Gentiananae
    - Rząd: 1. Gentianales
      - Rodzina: 1. Gelsemiaceae
      - Rodzina: 2. Loganiaceae
      - Rodzina: 3. Strychnaceae
      - Rodzina: 4. Gentianaceae
      - Rodzina: 5. Saccifoliaceae
      - Rodzina: 6. Geniostomaceae
      - Rodzina: 7. Plocospermataceae

    - Rząd: 2. Rubiales
      - Rodzina: 1. Dialypetalanthaceae
      - Rodzina: 2. Rubiaceae
      - Rodzina: 3. Carlemanniaceae

    - Rząd: 3. Apocynales
      - Rodzina: 1. Apocynaceae

  - Nadrząd: 2. Solananae
    - Rząd: 1. Solanales
      - Rodzina: 1. Solanaceae
      - Rodzina: 2. Sclerophylacaceae
      - Rodzina: 3. Goetzeaceae
      - Rodzina: 4. Duckeodendraceae
      - Rodzina: 5. Convolvulaceae
      - Rodzina: 6. Cuscutaceae
      - Rodzina: 7. Polemoniaceae
      - Rodzina: 8. Hydrophyllaceae
      - Rodzina: 9. Boraginaceae
      - Rodzina: 10. Tetrachondraceae
      - Rodzina: 11. Hoplestigmataceae
      - Rodzina: 12. Lennoaceae

  - Nadrząd: 3. Loasanae
    - Rząd: 1. Loasales
      - Rodzina: 1. Loasaceae

  - Nadrząd: 4. Oleanae
    - Rząd: 1. Oleales
      - Rodzina: 1. Oleaceae

  - Nadrząd: 5. Lamianae
    - Rząd: 1. Lamiales
      - Rodzina: 1. Buddlejaceae
      - Rodzina: 2. Stilbaceae
      - Rodzina: 3. Bignoniaceae
      - Rodzina: 4. Paulowniaceae
      - Rodzina: 5. Schlegeliaceae
      - Rodzina: 6. Globulariaceae
      - Rodzina: 7. Scrophulariaceae
      - Rodzina: 8. Veronicaceae
      - Rodzina: 9. Orobanchaceae
      - Rodzina: 10. Oftiaceae
      - Rodzina: 11. Myoporaceae
      - Rodzina: 12. Callitrichaceae
      - Rodzina: 13. Gesneriaceae
      - Rodzina: 14. Plantaginaceae
      - Rodzina: 15. Pedaliaceae
      - Rodzina: 16. Martyniaceae
      - Rodzina: 17. Trapellaceae
      - Rodzina: 18. Acanthaceae
      - Rodzina: 19. Lentibulariaceae
      - Rodzina: 20. Verbenaceae
      - Rodzina: 21. Phrymaceae
      - Rodzina: 22. Cyclocheilaceae
      - Rodzina: 23. Avicenniaceae
      - Rodzina: 24. Lamiaceae

    - Rząd: 2. Hydrostachyales
      - Rodzina: 1. Hydrostachyaceae

    - Rząd: 3. Hippuridales
      - Rodzina: 1. Hippuridaceae

subclas 7. Asteridae
  - Nadrząd: Campanulanae
    - Rząd: 1. Menyanthales
      - Rodzina: 1. Menyanthaceae

    - Rząd: 2. Goodeniales
      - Rodzina: 1. Goodeniaceae

    - Rząd: 3. Stylidiales
      - Rodzina: 1. Donatiaceae
      - Rodzina: 2. Stylidiaceae

    - Rząd: 4. Campanulales
      - Rodzina: 1. Pentaphragmataceae
      - Rodzina: 2. Sphenocleaceae
      - Rodzina: 3. Campanulaceae

  - Nadrząd: 2. Asteranae
    - Rząd: 1. Calycerales
      - Rodzina: 1. Calyceraceae

    - Rząd: 2. Asterales
      - Rodzina: 1. Asteraceae